# Linhaça

A linhaça é a semente do linho (Linum usitatissimum), pertence a família Linaceae, é também muito utilizada na culinária. É preferível que se consuma sem casca, triturada, para melhor aproveitamento do seu alto valor nutritivo, pois é rica em fibras, ácidos graxos e proteína. Além disso, dela se extrai o óleo de linhaça, que é rico em Ómega 3, Ómega 6 e Ómega 9. Devido ao seu alto valor nutritivo é considerado alimento funcional. No Brasil encontram-se duas variedades: marrom e dourada.
Outros usos do Óleo de linhaça incluem a fabricação de linóleo e tintas a óleo. O óleo também é usado na indústria cosmética e em farmácias de manipulação.

## História
Os relatos mais antigos da semente do linho são datados de 5000 anos antes de Cristo, na Mesopotâmia. Foram até encontrados desenhos da semente em tumbas faraónicas, o que comprova o uso desta herbácea desde a antiguidade.
Mesmo sendo originária da Ásia, seus benefícios foram difundidos pelo mundo todo, e seu consumo é muito comum na América do Norte e em países europeus.

## Propriedades medicinais
A linhaça é considerada um alimento funcional, pois, além de ter suas propriedades nutricionais básicas, tem propriedades preventivas graças aos compostos antioxidantes e anticancerígenos. Seus benefícios são atribuídos ao ácido alfa linolênico, ao alto teor de lignanas e às fibras alimentares.

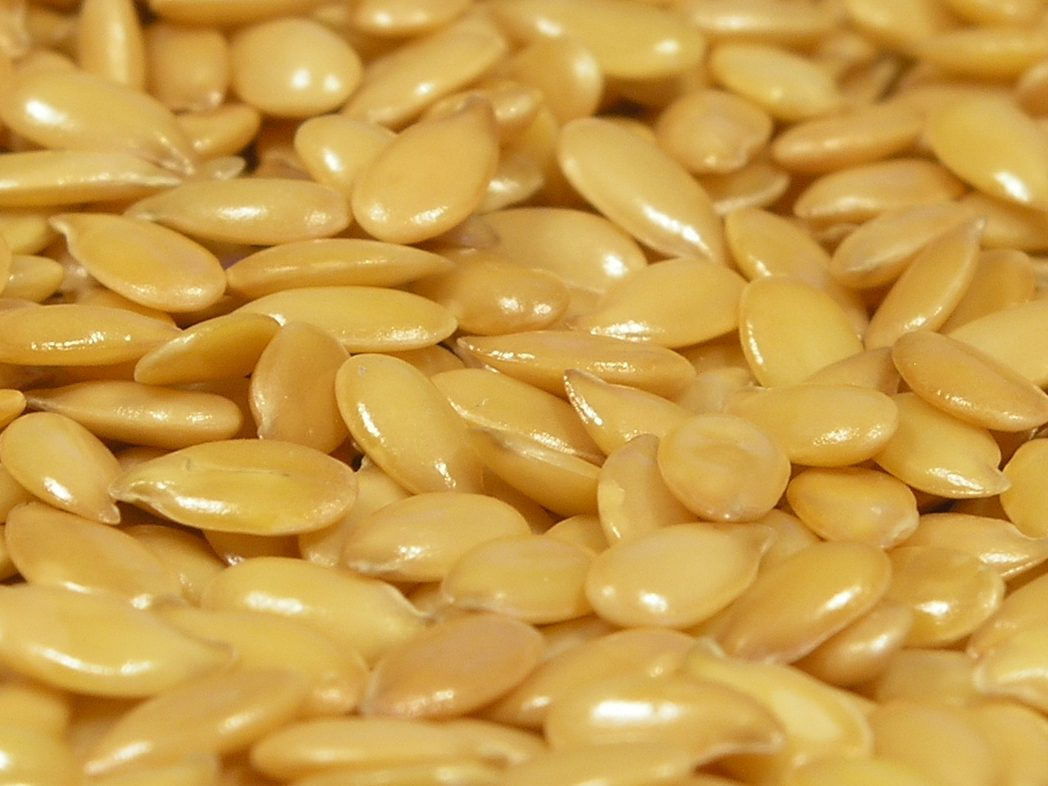
Grãos de linhaça

A linhaça tem cerca de 39% de óleo em sua composição. Seu óleo é um dos alimentos mais ricos em Ômega 3 da natureza (cerca de 57%) e de Ômega 6. A relação ideal entre Ômega 3 e Ômega 6 é de 1:4 respectivamente, enquanto o óleo vegetal de linhaça apresenta uma relação de 1:3, muito próxima do ideal. Essa presença balanceada entre o Ômega 3 e o Ômega 6 permite a produção das prostaglandinas, que são corpos biologicamente muito ativos e importantes que agem como removedoras do excesso de sódio nos rins, diminuindo assim a retenção de líquidos, o que alivia os sintomas do período pré-menstrual. A alta taxa de Ômega 3 faz da linhaça um alimento de caráter preventivo à saúde, sendo um importante agente antioxidante e renovador celular.
A ação do ômega 3 no organismo gera a alteração de alguns mecanismos e modifica parâmetros no processo de carcinogênese, sendo eles:
- Diminuição da biossíntese dos derivados do ácido araquidônico, resultando em mudanças da resposta imunológica às células tumorais e na modulação da inflamação;
- Redução da proliferação celular, na apoptose, na angiogênese e na metástase;
- Influência na expressão gênica, no fator de transcrição nuclear e nas vias de transdução de sinais, gerando alterações no metabolismo celular, no crescimento e na diferenciação celular.
- Altera o metabolismo de estrogênio, ↓ os estímulos de crescimento celular hormônio dependente;
- Altera a permeabilidade da membrana relacionada a sensibilidade à insulina;
- Modifica a produção de radicais livres, aumentando ou diminuindo.[2]

Além disso, a linhaça é a maior fonte alimentar de lignanas, um fitoesteroide que "imita" a ação do estrógeno. A lignana é muito importante no período da menopausa, quando as taxas desse hormônio são baixas, sendo ela um importante agente natural na reposição desse hormônio. A lignana "engana" os receptores de estrógeno e se acopla a eles. Tratando-se de um óleo vegetal natural, os fitoesteroides têm uma ação fraca em relação ao estrógeno, não tendo ação negativa sobre o tecido mamário. Sendo assim, a lignana é uma substância importante na prevenção do câncer de mama, por neutralizar a ação do estrógeno sobre esse tecido.
Existem alguns relatos de indução de icterícia, e reacções exantemáticas, possivelmente relacionadas com a dose e consumo exagerado.
O óleo da linhaça tem na maior parte da sua composição gorduras poli-insaturadas não produzidas pelo corpo. Veja a porcentagem de gorduras do óleo de linhaça:
| Tipos de Gorduras         | %Total de Gorduras |
| Gorduras Saturadas        | 9%                 |
| Gorduras Monoinsaturadas  | 18%                |
| Gorduras Poli-insaturadas | Ômega-3—57%        |
|                           | Ômega-6—16%        |

A sua constituição ainda conta com uma alta taxa de fibras solúveis (ideal como laxante e auxiliar na digestão), vitaminas B1, B2, C, E, caroteno, ferro, zinco, alguma quantidade de potássio, magnésio, fósforo e cálcio.
| Composição Nutricional (a cada 100 g) | Valores  |
| ------------------------------------- | -------- |
| Energia                               | 495 kcal |
| Proteínas                             | 14,1 g   |
| Lipídios                              | 32,3 g   |
| Carboidratos                          | 43,3 g   |
| Fibra alimentar                       | 33,5     |
| Umidade/Humidade                      | 6,7%     |

Fonte: modificado de TACO – Tabela brasileira de composição de alimentos, 2006.
Estudos mostram que é boa para os diabéticos, pois estabiliza os níveis de açúcar no sangue e também é uma auxiliar para a prevenção da obesidade, pois ela ativa mais o metabolismo.

## Usos da linhaça
Ela pode ser consumida integral, moída (farinha ou farelo) ou na forma de óleo; pode também ser incluída como ingrediente em várias preparações, as mais comuns são: pães, salada, bolos, barra de cereais e biscoitos. 
A linhaça vem sendo utilizada com fins medicinais, pois conforme estudos da universidade de Toronto, no Canadá auxilía na prevenção e combate do câncer/cancro de mama, existe um composto chamado lignana, que trata-se de um tipo de antioxidante que possui composição química similar ao/à hormônio/hormona estrogênio.
Apesar de ser conhecida por suas aplicações medicinais, o principal destino da semente do linho no Brasil é a indústria, para a qual serve como componente de secante de tintas, vernizes, corantes e linóleos.

## Produção de linhaça no Brasil
A linhaça (semente do linho) é uma cultura de inverno no Brasil. O principal estado produtor é a região Noroeste do Rio Grande do Sul. O seu ciclo curto, de 150 dias, é ideal para o semeio em junho e colheita no final de outubro ou começo de novembro. A produtividade média é de 1,5 tonelada por hectare.